# Бахуташвили-Шульгина, Ольга Александровна
Ольга Александровна Бахуташвили-Шульгина (урождённая Бахуташвили, Шульгина — по мужу и на сцене; 13 марта 1876 или 13 марта 1879, Кутаис, Кавказское наместничество — 29 мая 1950, Тбилиси) — грузинская советская артистка оперы (лирико-драматическое сопрано) и педагог. Народная артистка Грузинской ССР (1942).

## Певческая биография
Родилась в семье врача. Пению обучалась с 19 лет в музыкальном училище Тбилисского отделения Русского музыкального общества у Е. К. Ряднова и, как сообщает А. М. Пружанский, у П. Ренци.
Дебютировала в Тифлисской опере в 1901 году под псевдонимом Рионели, где выступала один сезон в партиях Лизы о опере П. И. Чайковского «Пиковая дама» и Аиды в одноимённой опере Дж. Верди. После этого выступала в московском театре «Аквариум» в антрепризе А. А. Церетели. В Москве ей помогала опытная певица Э. К. Павловская, оценившая талант молодой артистки.
В 1902 году продолжила обучение на Высших вокальных курсах при Петербургской консерватории у И. П. Прянишникова, далее в 1903 в Париже у Текки и в Милане у П. Видаля и А. Броджи.
В 1903 году в Киеве исполнила сольную партию в «Реквиеме» В. А. Моцарта в ансамбле с Е. Ковельковой, Б. Э. Махиным, В. Лосским.
В сезонах 1904—1906 годов пела в Киевской опере в антрепризе М. Бородая, где исполнила партию Азы на премьере оперы «Манру» И. Падеревского.
В сезоне 1906—1907 годов пела в Саратове в антрепризе Н. Л. Мандельштама-Вронского, в 1906—1909 годах в Одессе.
По сведениям музыкальной энциклопедии, в 1907 совершенствовалась в Милане у П. Ронци.
В 1910 году выступала в Тифлисе в Оперном товариществе под управлением А. А. Эйхенвальда. Там в частности спела партию сестры Беатрисы в премьерной постановке одноимённой оперы Б. Яновского и Марии в премьере оперы К. Агренева-Славянского «Боярин Орша».
В сезоне 1912—1913 годов выступала в Екатеринбурге, где в 1912 году исполнила партию Марты в премьерной постановке оперы «Долина» Эжена д’Альбера . В сезоне 1916—1917 годов выступала в Баку. Гастролировала также в Харькове, Казани, Кисловодске.
В 1919—1927 годах была солисткой Тбилисского оперного театра, но с 1923 выступала эпизодически, перейдя на педагогическую работу. В Тифлисе в 1919 году выступила в партии Чио-Чио-сан в премьерной постановке оперы Пуччини «Мадам Баттерфляй». Сыграла значительную роль в создании национальной грузинской оперы, когда режиссёр А. Цуцунава решительно поставил вопрос о создании национального репертуара. Она первой исполнив партию Этери в опере Палиашвили «Абесалом и Этери», премьера которой состоялась 21 февраля 1919 года, и в том же году выступила в премьере оперы Аракишвили «Сказание о Шота Руставели», но источники по-разному называют её роль: П. М. Пружанский говорит, что это роль Русуданы, а В. И, Зарубин в Музыкальной энциклопедии называет роль Гульчаны.[уточнить]

## Преподавательская деятельность
Одна из основоположников вокальной педагогики в Грузии. С 1918 преподаёт пение, с 1921 года — профессор Тбилисской консерватории. В числе её учеников Народный артист СССР Пётр Варламович Амиранашвили и его дочь Медея Петровна; Народные артисты Грузинской ССР: Лейла Михайловна Гоциридзе, Мери Назарьевна Накашидзе, Екатерина Тарасовна Сохадзе и Надежда Афанасьевна Цомая; Народный артист Белорусской ССР Вера Михайловна Малькова; Заслуженные артисты Грузинской ССР Михаил Давидович Кварелашвили и Юлия Николаевна Палиашвили.
Автор учебно-методических изданий на грузинском языке. Основная работа — Опыт вокальной педагогики: (Сборник повседневных упражнений для установки звука. 12 уроков — 36 упражнений). Тбилиси, 1935. Кроме того изданы:
- Каденции и мелизмы. Тбилиси, 1940
- 23 вокализа на грузинские народные темы для высокого голоса. Тбилиси, 1941;

Три методические работы в рукописях хранятся в библиотеке консерватории:
- Три этапа голосообразования: зарождение, развитие и посыл звука.
- Специальная работа над голосом колоратурного типа.
- К вопросу работы над детскими голосами.

Написала «Очерки по истории вокального образования»
В 1921 году работала руководителем и редактором Государственной народной оперы Главполитпросвета Наркомпроса.

## Другие партии
Кроме приведённых выше исполняла партии
- Тамара «Демон» А. Рубинштейна,
- Мария «Мазепа» П. Чайковского
- Иоланта одноимённая опера П. Чайковского,
- Недда «Паяцы» Р. Леонкавалло
- Ярославна «Князь Игорь» А. Бородина
- Маша «Дубровский» Э. Направника
- Татьяна «Евгений Онегин» П. Чайковского
- Марфа «Царская невеста» Н. Римского-Корсакова,
- Волхова «Садко» Н. Римского-Корсакова
- Шарлотта «Вертер» Ж. Массне,
- Селика «Африканка» Дж. Мейербера,
- Елизавета «Тангейзер» Р. Вагнера..